# Iry-pat
| r · p · a |

| r · p · a |

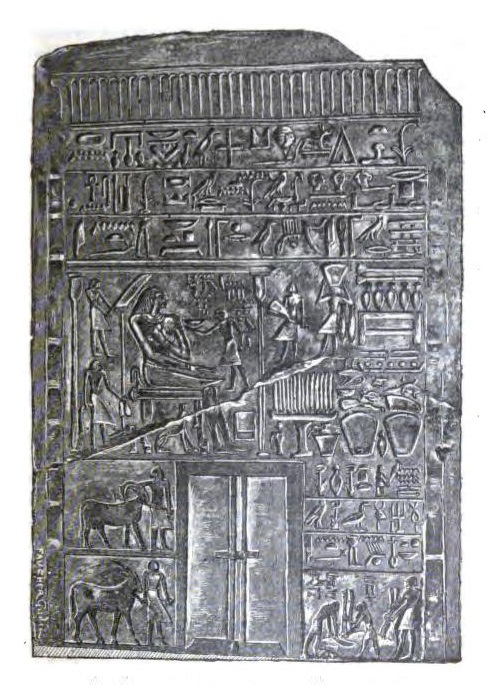
Stèle d'Antef l'Ancien, avec le titre diry-pat à la fin de la deuxième rangée

Iry-pat (en égyptien ancien : jrj-pꜥt, « membre de l'élite ») était un ancien titre honorifique dans l'Égypte antique, qui est un titre annonçant une position élevée dans la hiérarchie du pays. Iry-pat était en effet le titre le plus élevé à la cour royale, et seuls les officiels les plus importants pouvaient porter ce titre. Le titre est déjà attesté sous la Ire dynastie : l'un des premiers détenteurs était Merka, fonctionnaire sous le roi Qâ.
Dans le Nouvel Empire, le titre était souvent celui du prince héritier et le titre annonçait que le titulaire était le deuxième dirigeant du pays. Il est donc parfois traduit par héréditaire ou prince héritier. Sous Toutânkhamon, Horemheb a été officiellement désigné comme l'iry-pat ou le successeur de ce pharaon, mais n'a pas succédé au petit roi puisque Aÿ est intervenu pour s'emparer du trône pendant environ quatre ans avant qu'Horemheb n'assume le pouvoir en tant que pharaon.